# Muránska Lehota
Muránska Lehota este o comună slovacă, aflată în districtul Revúca din regiunea Banská Bystrica. Localitatea se află la altitudinea de 373 m deasupra n.m., se întinde pe o suprafață de 7,86 km2 și în 2017 număra 204 locuitori. Se învecinează cu Muráň, Muránska Dlhá Lúka și Ratkovské Bystré.

## Istoric
Localitatea Muránska Lehota este atestată documentar din 1453.

## Demografie
| An:                | 1994 | 2004   | 2014    | 2024  |
| ------------------ | ---- | ------ | ------- | ----- |
| Număr de persoane: | 239  | 234    | 200     | 199   |
| Diferență:         |      | −2,09% | −14,52% | −0,5% |

| An:                | 2023 | 2024   |
| ------------------ | ---- | ------ |
| Număr de persoane: | 202  | 199    |
| Diferență:         |      | −1,48% |